# Mabel Mabel
Mabel Mabel (* 15. Mai 1951 in Olavarría) ist eine argentinische Tangosängerin.

## Karriere
Mabel trat bereits um 1964 beim Sender Radio Atlántica in Mar del Plata auf. Nachdem sie einen Wettbewerb beim Fernsehsender Canal 8 gewonnen hatte, wurde sie zu Rubén Horacio Bayóns Fernsehshow Telepequeñocho eingeladen. 1965 gründete Eduardo Votta die Gruppe Niños Cantores del Plata, die aus dem Pianisten José Locatelli und sechs jugendlichen Sängerinnen bestand, unter ihnen auch Mabel. Auf Grund ihrer herausragenden Performance erhielt sie bald einen Vertrag als Solistin. In der Folgezeit trat sie mit Musikern wie Alberto Morán, Edmundo Rivero und Alberto Marino auf.
1969 kam sie nach Buenos Aires, wo sie u. a. im Palladium, im Patio de Tango, im Tango Norte und beim Fernsehsender Canal 7 auftrat. Von 1971 bis 1974 lebte und arbeitete sie in Venezuela. Sie trat in den wichtigen Veranstaltungsorten von Caracas und den Hotels der Intercontinental-Kette und im Fernsehen (u. a. mit Amador Bendayan) auf und nahm eine Single auf. Bei einer Tournee durch Venezuela und Kolumbien entstand bei CBS-Columbia eine weitere Single.
Ab 1974 tourte sie durch Argentinien und trat in der Fernsehsendung Grandes valores del tango auf. Daneben gastierte sie regelmäßig in Uruguay. 1975 sang sie auf Einladung von Luis Stazo auf dem von Ben Molar produzierten Album Los catorce de Julio De Caro den Tango La ciudad que conocí von Julio De Caro und Florencio Escardó. Im Folgejahr gewann sie beim Festival von Piriápolis den Preis als beste ausländische Tangosängerin. Ebenfalls 1976 trat sie in Brasilien in den Shows von Sílvio Santos und Áriston Rodríguez auf. 
Nach ihrer Rückkehr trat sie in Mar del Plata mit Norberto Aroldi in dem Stück Este flaco, flaco Buenos Aires auf. In den Folgejahren tourte sie mit ihrer Show Cinco personajes para una sola voz durch Argentinien. 1996 war sie neben Jorge Sobral und Liliana Belfiore eine der Darstellerinnen in dem Musical Evita. Bei einer Tournee durch die USA hatte sie 2001 Auftritte in Los Angeles, Boston und New York.